# 魯蘭角
65°7′S 64°1′W / 65.117°S 64.017°W
魯蘭角（英語：Roullin Point）是南極洲的海岬，位於威廉群島的布斯島南端，由德國探險隊發現，由讓-巴蒂斯特·夏古率領的法國探險隊繪入地圖，現時由南極條約體系管理。